# Guilty Gear (seria)
Guilty Gear – seria gier konsolowych z gatunku bijatyk dwuwymiarowych, wyprodukowanych przez Arc System Works. 

## Gry z serii

### Guilty Gear
- Guilty Gear (1998) PlayStation

- Guilty Gear X (2000) Automat do gry (Sega Naomi), Sega Dreamcast, PlayStation 2, PC
- Guilty Gear X Plus (2001) PlayStation 2
- Guilty Gear X: Advance Edition (2002) Game Boy Advance
- Guilty Gear X ver 1.5 (2003) Automat do gry (Sammy Atomiswave)

- Guilty Gear XX (2002) Automat do gry (Sega Naomi GD-ROM), PlayStation 2, PC
- Guilty Gear XX #Reload (2003) Automat do gry (Sega Naomi GD-ROM), PlayStation 2, Xbox, PC (2005), PlayStation Portable
- Guilty Gear XX Slash (2005) Automat do gry (Sega Naomi GD-ROM) (2006), PlayStation 2
- Guilty Gear XX Λ Core (2006) Automat do gry (Sega Naomi GD-ROM), PlayStation 2 (2007), Wii
- Guilty Gear XX Λ Core Plus (2009) PlayStation 2, PlayStation Portable, Wii

### Guilty Gearna konsole przenośne
- Guilty Gear Petit (2001) WonderSwan
- Guilty Gear Petit 2 (2001) WonderSwan
- Guilty Gear Club (2005) Telefony komórkowe
- Guilty Gear RoA (2006) Telefony komórkowe
- Guilty Gear Dust Strikers (2006) Nintendo DS
- Guilty Gear: Judgment (2006) PlayStation Portable
- Guilty Gear XX Accent Core Plus (2009) PlayStation Portable

### Inne gryGuilty Gear
- Guilty Gear Isuka (2004) Automat do gry (Sammy Atomiswave), PlayStation 2, Xbox, PC

### Guilty Gear2
- Guilty Gear 2: Overture (2009) Xbox 360

### Guilty Gear Xrd
- Guilty Gear Xrd -Sign- (2014) PlayStation 3, PlayStation 4, PC
- Guilty Gear Xrd -Revelator- (2016) PlayStation 3, PlayStation 4, PC
- Guilty Gear Xrd Rev 2 (2017) PlayStation 3, PlayStation 4, PC
- Guilty Gear: Strive (2021) PlayStation 4, PlayStation 5, PC